# Krypton (planet)
 For alternative betydninger, se Krypton (flertydig). (Se også artikler, som begynder med Krypton)
Krypton er en fiktiv planet i DC Comics-universet, hvorpå Superman eller Kal-El blev født og hvorfra hans forældre sendte ham til Jorden, da planeten er ved at gå under.
Planetens folk går under navnet kryptonianere, og pga. deres molekyletæthed, har de enorme kræfter (bl.a. superstyrke, at kunne flyve og røntgensyn m.m.) under en gul sol som vores. Krypton kredser nemlig om en rød sol.

## Historie
I gamle dage var Krypton en frodig planet, hvor herskeren Jor-El, regerede. Dog ankom General Zod, en dag, og angreb planeten. Før den eksploderede sendte Jor-El hans søn, Kal-El, væk.

Da Krypton eksploderede, endte dele af planeten som meteorer på Jorden. Nogle af dem indeholdte kryptonit, et stof eller mineral, der på Jorden er dødbringende for kryptonianere.
På et tidspunkt opdagede nogle astronomer fra Jorden den døde planet, og Superman tog af sted for at finde ud af, om der var nogle overlevende tilbage, men forgæves. Han vendte tilbage til byen Smallville på Jorden igen i et skib lignende det han havde brugt til at nå Jorden som spæd (sker i Superman Returns). Der var gået fem år, og hans kæreste Lois Lane var i mellemtiden var blevet forlovet med en anden og var med barn.
| Fiktion | Spire Denne artikel om en historie eller noget fiktivt er en spire som bør udbygges. Du er velkommen til at hjælpe Wikipedia ved at udvide den. |